# Daniela Lojarro

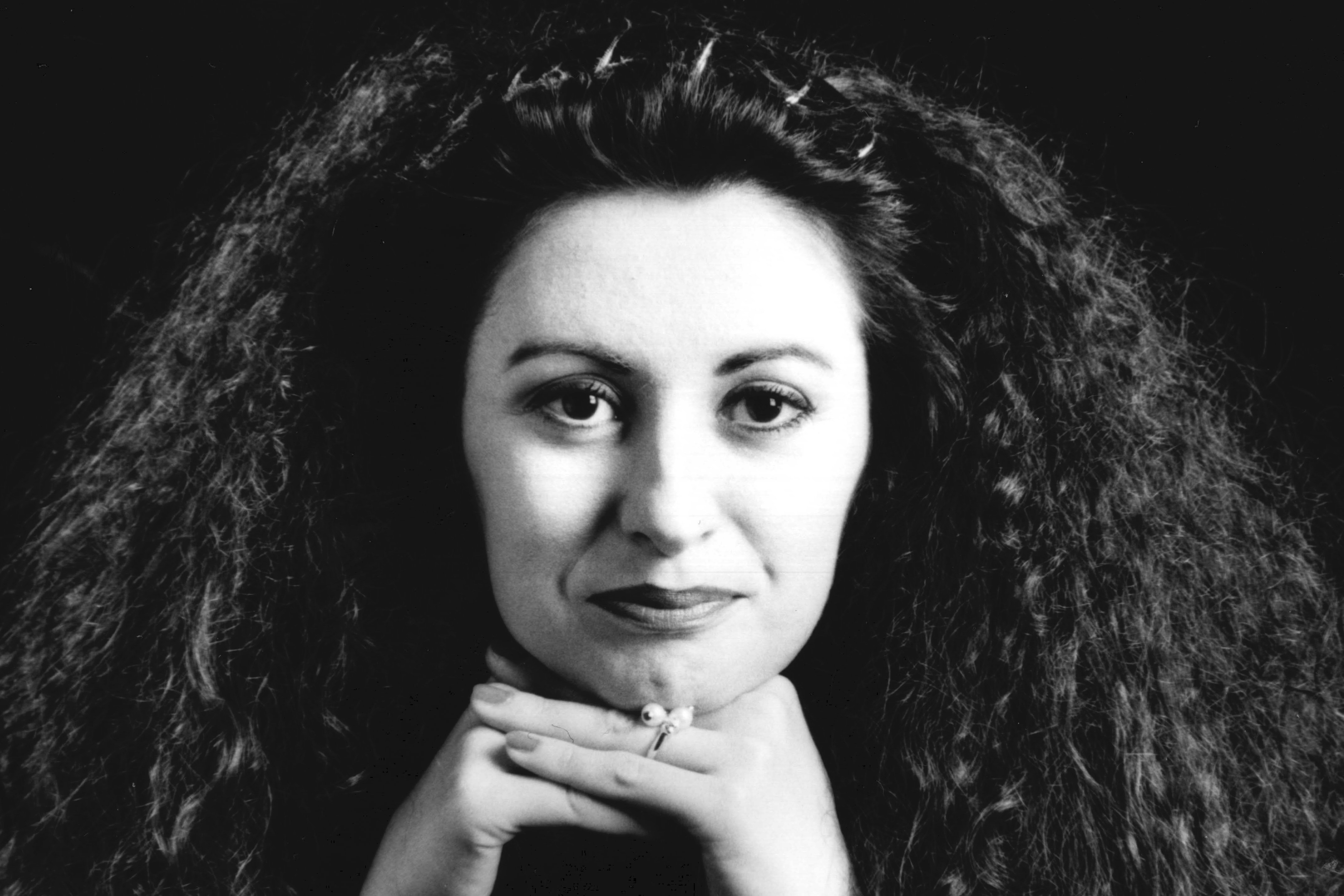
Daniela Lojarro

Daniela Rossana Lojarro (* 24. Juni 1964 in Rivoli) ist eine italienische Opernsängerin (lyrischer Koloratursopran).

## Leben
Daniela Lojarro wuchs in Rivoli in einer Musikerfamilie auf. Während ihrer Zeit an der Grundschule und ihrer Mittelschulzeit am Collegio Sacra Famiglia in Turin studierte sie Gesang unter der Leitung von Mario Braggio. In 1986 war sie Finalistin beim Concorso Internazionale di Voci Verdiane in Busseto und war Preisträgerin im Concorso Giuseppe Verdi in Parma.
Im Jahr 1986 begann sie ihre musikalischen Studien beim Tenor Carlo Bergonzi, mit dem sie auch während ihrer Gesangskarriere alle ihre Rollen einstudiert hat.
Nach ihrem Debüt 1987 als Gilda in Giuseppe Verdis Rigoletto in Busseto gastierte sie an größeren Opernhäusern vor allem in Europa.

### Opern (Auswahl)
Ihr Repertoire umfasst folgende Opern und Rollen (Auswahl):
- Vincenzo Bellini: La sonnambula in der Titelrolle am Luzerner Theater (1989, Dir. Marcello Viotti),[3][4] an der Opéra Royal de Wallonie in Lüttich (1992, Dir. Roger Rossel)[5] und an der Grand Théâtre de Dijon (1995).
- Georges Bizet: Les pêcheurs de perles als Leila an der Grand Théâtre de Dijon (1996).
- Léo Delibes: Lakmé in der Titelrolle an der Opéra Royal de Wallonie in Lüttich (1994, Dir. Roger Rossel, Regie Albert Voli).
- Gaetano Donizetti: Don Pasquale als Norina am Theater Coccia Novara (2000, Dir. Fabrizio Maria Carminati, Regie Enzo Dara).
- Gaetano Donizetti: L’elisir d’amore als Adina am Teatro Regio di Parma, (1988, Dir. Hubert Soudant, Regie Francesca Zambello).[6]
- Gaetano Donizetti: Lucia di Lammermoor in der Titelrolle am Luzerner Stadttheater (1988, Dir. Marcello Viotti, Regie Georges Delnon),[7][8] am Teatro Comunale Luciano Pavarotti-Mirella Freni (1991, Dir. Daniel Oren, Regie Pier Luigi Samaritani), am Národní divadlo (deutsch: Nationaltheater) in Prag (1990), an der Opéra Royal de Wallonie in Lüttich (1992, Dir. Roger Rossel), am Haus der Kultur in Bozen und am Auditorium in Trento mit dem Haydn-Orchester (1993), an der Palm Beach Opera (1995, Dir. Bruno Aprea),[9] an der Opéra de Toulon (1997).
- Gaetano Donizetti: La fille du régiment in der Titelrolle am Opernhaus Zürich (1988, 1991 Dir. Marcello Panni, Regie Giancarlo del Monaco).[10][11][12]
- Georg Friedrich Händel: Alcina in der Titelrolle an der Vlaamse Opera Antwerpen (1991, Dir. Jos van Immerseel, Regie Philippe Berling).[13]
- Ruggero Leoncavallo: Pagliacci als Nedda am Opera Ireland Gaiety Theatre in Dublin (1998, Dir. Alexender Anisimov, Regie Dieter Kaegi), beim Festival Operaestate Bassano (2005, Dir. Giampaolo Bisanti, Regie Ulisse Santicchi).
- Wolfgang Amadeus Mozart: Don Giovanni als Zerlina am Teatro Giuseppe Verdi (Triest) (1990, Dir. Wolfgang Rennert, Regie Franco Giraldi), als Donna Anna beim Bassano Opera Festival (2007, Dir. Giampaolo Bisanti, Regie Ulisse Santicchi).
- Luigi Ricci und Federico Ricci: Crispino e la comare als Annetta am Teatro Municipale in Piacenza (1986), für Teatro dell’Opera Giocosa in Teatro Gabriello Chiabrera Savona (1989, Dir. Paolo Carignani, Regie Beppe De Tomasi).[14]
- Gioachino Rossini: Il barbiere di Siviglia als Rosina am Teatro Petruzzelli in Bari (1999, Dir. Angelo Campori, Regie Enzo Dara), beim Bassano Opera Festival (2002, Dir. Giampaolo Bisanti, Regie Ulisse Santicchi).
- Gioachino Rossini: La donna del lago als Elena am Teatro Regio di Parma (1990, Dir. Arnold Östman, Regie Gae Aulenti).[15]
- Gioachino Rossini: Ermione,[16][17] als Cleone beim Rossini Opera Festival in Pesaro (1987, Dir. Gustav Kuhn, Regie Roberto De Simone), am Teatro San Carlo in Neapel (1988, Dir. Alberto Zedda, Regie Roberto De Simone).
- Gioachino Rossini: La Cenerentola als Clorinda am Royal Opera House Covent Garden in London (1990, Dir. Carlo Rizzi, Regie Michael Hampe).[18]
- Gioachino Rossini: L’italiana in Algeri als Elvira an der Opéra de Monaco (1993, Dir. Alberto Zedda, Regie Pier Luigi Pizzi).
- Antonio Salieri: La secchia rapita als Renoppia am Teatro Comunale di Modena (1990, Dir. Frans Brüggen, Regie Gianfranco De Bosio), der einzigen modernen Wiederaufführung dieses Werkes.[19]
- Giuseppe Verdi: Un ballo in maschera als Oscar am Teatro San Carlo in Neapel (1989, Dir. Daniel Nazareth).
- Giuseppe Verdi: Falstaff als Nannetta am Opera Ireland Gaiety Theatre in Dublin (1998, Dir. Antonello Allemandi, Regie Dieter Kaegi).
- Giuseppe Verdi: Rigoletto als Gilda am Teatro Municipale in Piacenza (1988), am Theater St. Gallen (1989), am Teatro Sociale in Como (1992), am Teatro Coccia in Novara (1995),[20] an der Opéra Royal de Wallonie in Lüttich (1996, Regie Dieter Kaegi), Teatro Petruzzelli in Bari (1997), an der Opéra de Toulon (1996), am State Theatre Opera in Pretoria (1998, Dir. Bruno Aprea), am Open Air im Hafen von Rotterdam (2001, Dir. Paolo Olmi).[21]
- Giuseppe Verdi: La traviata am Stadttheater Basel (2003).

### Konzerte (Auswahl)
- RIAS-Symphonie-Orchester (RSO, Radio-Sinfonieorchester, seit 1993 umbenannt in Deutsches Symphonie-Orchester Berlin) Berlin: Arien und Ensemble aus Lucia di Lammermoor von Gaetano Donizetti, Rigoletto von Giuseppe Verdi und Le nozze di Figaro von Wolfgang Amadeus Mozart, Dir. Roberto Paternostro (CD-Aufnahme).
- Orchestra del Teatro La Fenice: Giuseppe Verdi, Arien aus La forza del destino als Leonora; Vincenzo Bellini, Arien aus I Capuleti e i Montecchi als Giulietta.
- Orchestra Gian Francesco Malipiero aus Padua: Giacomo Puccini, Arien aus Tosca und Madama Butterfly; Wolfgang Amadeus Mozart, Arien aus Le nozze di Figaro als Contessa und Requiem; Vincenzo Bellini, Arien aus Norma als Norma; Giuseppe Verdi, Il trovatore als Leonora und I masnadieri als Amalia; Alfredo Catalani, Arien aus La Wally.
- Orchestra Sinfonica dell’Emilia-Romagna Arturo Toscanini aus Parma: Johann Sebastian Bach, Kantate Nr. 51 Jauchzet Gott in allen Landen; Giuseppe Verdi, Falstaff (konzertant).
- Orchestra del Teatro Regio di Torino: Wolfgang Amadeus Mozart, Arien aus Die Zauberflöte als Königin der Nacht sowie Konzertarien K 272, K 316, K 70.
- Orchestra i Pomeriggi Musicali aus Mailand: Suite Dodo von Azio Corghi/Gioachino Rossini.
- Orchestra dell’Accademia Stefano Tempia: Giovanni Battista Pergolesi, Stabat mater; Antonio Vivaldi, Magnificat; Wolfgang Amadeus Mozart Laudate Dominum aus Vesperae solennes de Confessore.
- Orchestra Filarmonica di Torino: Franz Lehár, Arien aus Die lustige Witwe und Giuditta; Johann Strauss (Sohn), Arien aus Die Fledermaus als Adele und Frühlingsstimmen.
- Württembergische Philharmonie: Wolfgang Amadeus Mozart, Le nozze di Figaro (konzertant).

Ihr Konzertrepertoire umfasst Werke der Komponisten Luigi Arditi, Vincenzo Bellini, Georges Bizet, Teodoro Cottrau, Ernesto De Curtis, Luigi Denza, Eduardo Di Capua, Gaetano Donizetti, Henri Duparc, César Franck, Stanislao Gastaldon, Charles Gounod, Reynaldo Hahn, Guy d’Hardelot, Franz Liszt, Pietro Mascagni, Jules Massenet, Francis Poulenc, Gioachino Rossini, Erik Satie, Franz Schubert, Pjotr Tschaikowski, Francesco Paolo Tosti und Giuseppe Verdi.

### Persönliches
Lojarro ist mit dem Juristen und Kulturjournalisten Andrea Raschèr verheiratet.

## Audio und Video (Auswahl)

### Compact Disc
Daniela Lojarro hat verschiedene Compact Discs aufgenommen (Oper, Konzert, Progressive Rock):
- 1987 Gioachino Rossini: Ermione als Cleone (Montserrat Caballé, Marilyn Horne, Chris Merritt, Rockwell Blake, Giuseppe Morino, Giorgio Surjan, Paola Romanò, Enrico Facini) Dir. Gustav Kuhn, Legato Classics
- 1987 Giovanni Paisiello: Nina, o sia la pazza per amore als Elisa (Patrizia Orciani, Mario Bolognesi, Alessandro Verducci, Maurizio Picconi, Eugenio Favano) Dir. Marcello Panni, Bongiovanni
- 1988 Gala Opera Concert in der Philharmonie Berlin: Arien und Ensemble aus Lucia di Lammermoor von Gaetano Donizetti, Rigoletto von Giuseppe Verdi und Le nozze di Figaro von Wolfgang Amadeus Mozart, Dir. Roberto Paternostro, Capriccio
- 1989 Luigi Ricci und Federico Ricci: Crispino e la comare als Annetta (Roberto Coviello, Simone Alaimo, Antonio Marani, Enrico Cossutta, Riccardo Ristori, Daniela Benori, Serena Lazzarini, Marcello Siclari), Dir. Paolo Carignani, Bongiovanni
- 1989 Battistini opera: 1980 - 1989: Primi dieci anni / G. Puccini, G. Rossini, G. Verdi: Giuseppe Verdi: Rigoletto Tutte le Feste al tempio - Sì, vendetta (mit Barry Anderson, Antonio Mameli), Dir. Maurizio Rinaldi, Tima Club[23]
- 2006 Exawatt: Time Frames, Deadsunrecords (Sopran in Power of Fate mit „Madre pietosa Vergine“ aus La forza del destino von Giuseppe Verdi)[24]
- 2007 Ars Nova: Seventh Hell – La Venus Endormie, Musea (Sopran in Salvador Syndrome)[25]

### Fernsehaufnahmen
- 1987 Gioachino Rossini: Ermione. RAI Radio Televisione Italiana
- 1992 Vincenzo Bellini: La sonnambula. RTBF (Radio Télévision Belge Francophone)
- 1991 Georg Friedrich Händel: Alcina. VRT (Vlaamse Radio- en Televisieomroep)
- 1994 Léo Delibes: Lakmé RTBF (Radio Télévision Belge Francophone)

### Soundtracks
In folgenden Filmen wurden Musikstücke von ihr als Soundtrack verwendet:
- 1988 Franco Zeffirelli: Il giovane Toscanini: „Cadenza“ aus Lucia di Lammermoor von Gaetano Donizetti, „Bella Figlia dell’amore“ aus Rigoletto von Giuseppe Verdi (mit Carlo Bergonzi).
- 1996 Mary Harron: I Shot Andy Warhol: „Caro Nome“ aus Rigoletto von Giuseppe Verdi.[26]
- 2006 Martin Scorsese: Departed – Unter Feinden: „Chi mi frena in tal momento“ aus Lucia di Lammermoor von Gaetano Donizetti.[27]